# Proton Synchrotron Booster

Plan du complexe d'accélérateurs du CERN.

Le Proton Synchrotron Booster (en français le booster du synchrotron à protons ), ou PSB est le premier accélerateur circulaire de la chaine d'injection du collisionneur à proton LHC. Il reçoit des protons à une énergie de 50 MeV et les accélère à une énergie de 1.4 GeV pour les injecter dans le Proton Synchrotron. Il a été mis en service le 26 mai 1972.